# Inwazja: Bitwa o Los Angeles
Inwazja: Bitwa o Los Angeles (oryg. Battle: Los Angeles, znany też jako World Invasion: Battle Los Angeles) – film z 2011 w reżyserii Jonathana Liebesmana. Jest inspirowany incydentem zwanym Bitwą o Los Angeles z 1942. Opowiada o inwazji kosmitów na Ziemię.

## Obsada
- Aaron Eckhart – sierżant sztabowy Michael Nantz
- Michelle Rodriguez – sierżant techniczny Elena Santos
- Bridget Moynahan – Michele Martinez
- Ramon Rodriguez – podporucznik William Martinez
- Ne-Yo – Kapral Kevin Harris
- Will Rothhaar – pułkownik Imlay
- Lucas Till – kapral Grayston
- Jim Parrack – starszy szeregowy Peter Kerns

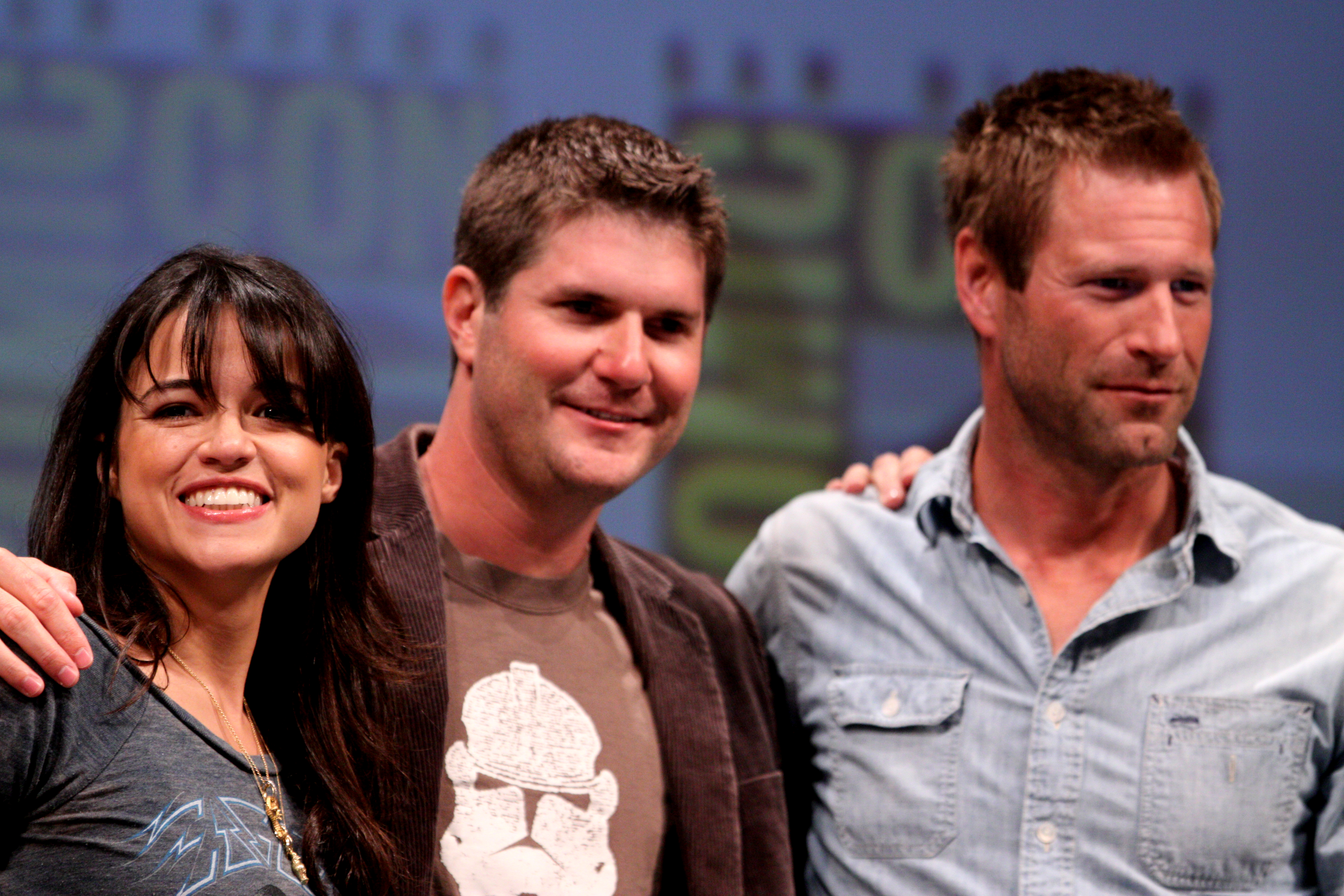
Michelle Rodriguez, Jonathan Liebesman i Aaron Eckhart
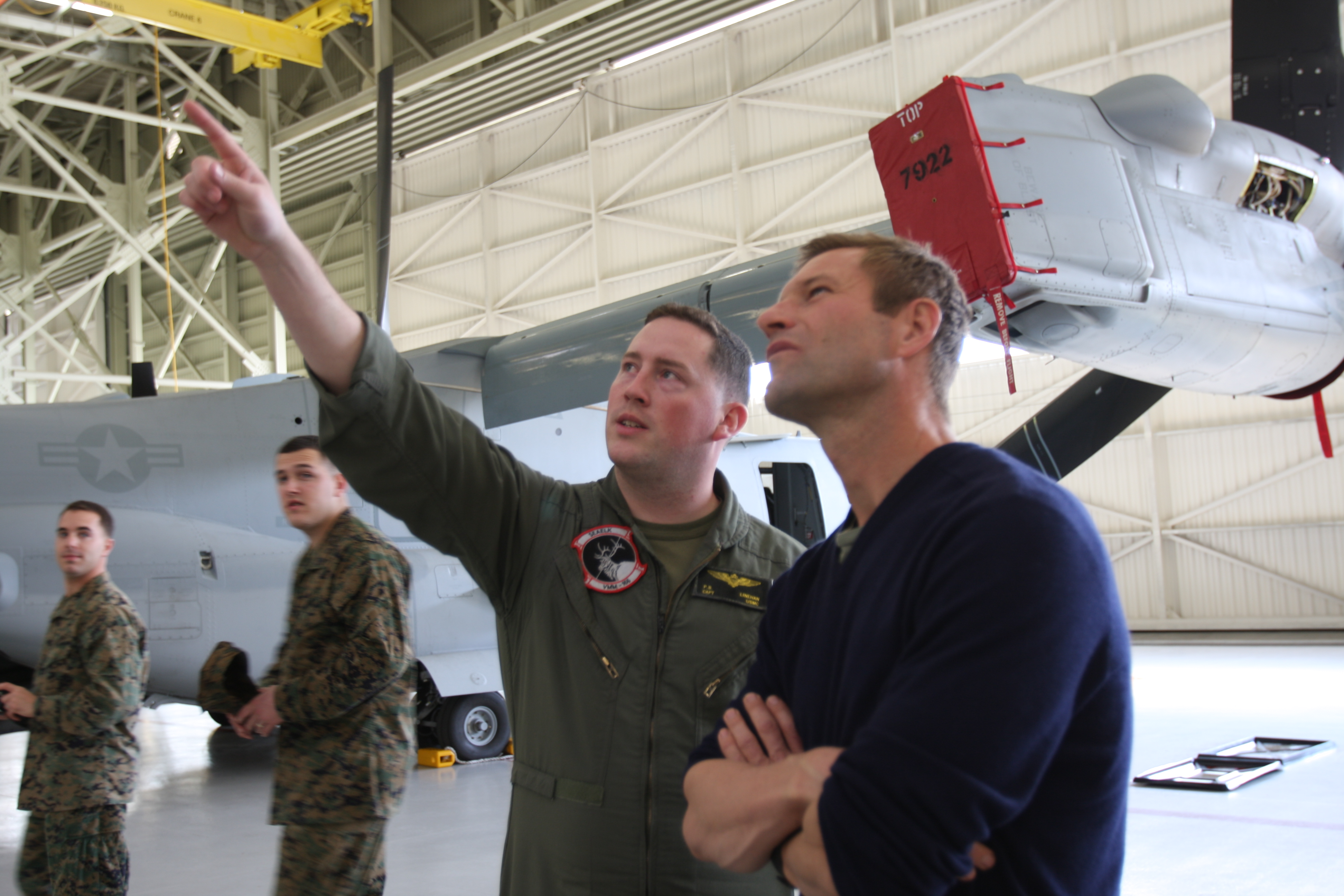
Aaron Eckhart odwiedzający jednostkę armii amerykańskiej VMM-166